# Jacques de Beaujeu
Pour les articles homonymes, voir Beaujeu.
Jacques de Beaujeu, né à une date inconnue et mort en 1418, est un architecte savoyard ou dauphinois. Son œuvre principale est la finalisation de la primatiale Saint-Jean de Lyon, mais il a surtout œuvré dans les terres savoyardes.

## Biographie
On sait très peu de choses sur sa vie. Apparemment, il serait distinct d'un autre Jacques de Beaujeu, également architecte, maître d'œuvre de la reconstruction de la cathédrale de Saint-Claude.
Il meurt en 1418.

## Œuvre

### La primatiale Saint-Jean

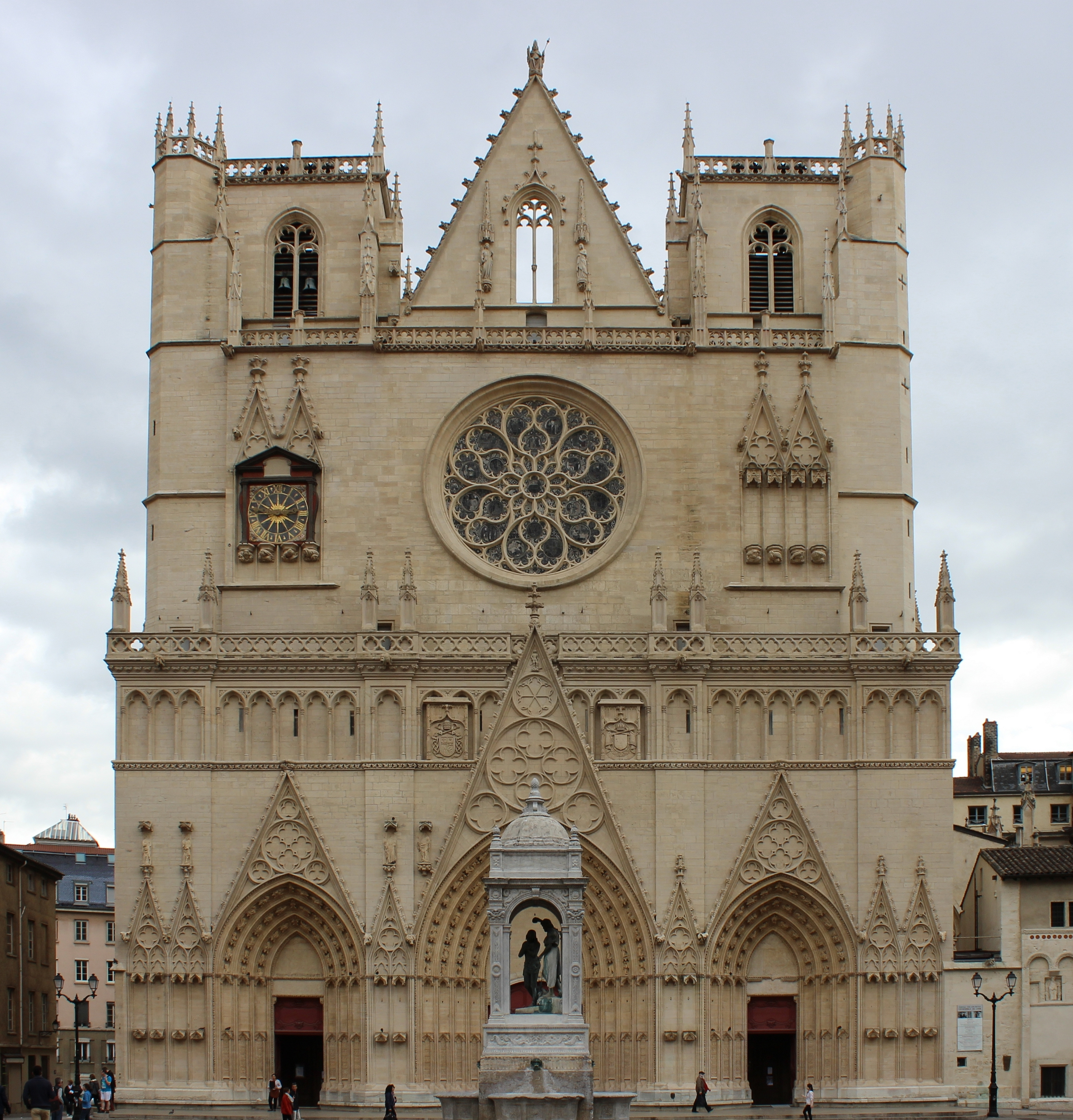
La façade occidentale et la rosace de la cathédrale Saint-Jean, à Lyon, dernière partie construite de l'édifice, achevée sous la maîtrise d'œuvre de Jacques de Beaujeu.

Il est maître d'œuvre de la finition de la façade de la primatiale à Lyon depuis 1370 jusqu'au début du XVe siècle : c'est notamment lui qui réalise la grande rosace de la façade occidentale, dont les vitraux sont conçus et réalisés par Henri de Nivelle. Il travaille également à la construction du cloître du chapitre à partir de 1419.
En tant que tel, il n'est pas qualifié d'« architecte », même si sa fonction correspond à ce titre, mais de « maître-juré maçon ».

### Autres œuvres
Il travaille également en 1401 à la réalisation de la chapelle du Saint-Sépulcre d'Annecy, commandée par Philippe de Thurey, de style gothique flamboyant, où la sculpture sur pierre est particulièrement riche.
À Lyon, il travaille sur le pont de pierre sur le Rhône : il en réalise la tour. À ce titre, il est envoyé en tant que « consultant » pour la construction du pont reliant Romans-sur-Isère et Bourg-de-Péage, dit aujourd'hui « Pont Vieux ».